# Francisco Javier Fernández
Francisco Javier (Paquillo) Fernández Peláez (Guadix, 6 maart 1977) is een Spaanse snelwandelaar, die zich heeft gespecialiseerd in de 20 km snelwandelen. Zijn grootste internationale successen zijn de gouden medailles op de EK 2002 en EK 2006. Hij nam bovendien driemaal deel aan de Olympische Spelen en behaalde daarbij eenmaal een zilveren medaille.

## Loopbaan
Op de Olympische Spelen van Athene in 2004 bleef Fernández zegge en schrijve vijf seconden verwijderd van het goud. De Italiaan Ivano Brugnetti stak hem de loef af door zichzelf te overtreffen en de 20 km snelwandelen af te leggen in 1:19.40. Fernández finishte in 1:19.45.
Zilver won hij ook op de wereldkampioenschappen in 2003, 2005 en 2007. Bij de laatste gelegenheid had zijn medaille nog behoorlijk wat voeten in de aarde. Fernández kwam als derde het stadion binnen, maar haalde vlak voor de finish de vrolijk lachende en al wat uitlopende Hatem Ghoula in. In de ogen van de hoofdscheidsrechter gebeurde dat onreglementair en de reglementen voorzien dan in diskwalificatie. Fernández ging echter naar de beroepscommissie, die hem gelijk gaf, zodat hij alsnog de zilveren medaille kreeg.

## Titels
- Europees kampioen 20 km snelwandelen - 2002, 2006
- Spaans kampioen 20 km snelwandelen - 1998, 1999, 2000, 2001, 2002, 2003, 2004
- Wereldjuniorenkampioen 10.000 m snelwandelen - 1996

## Persoonlijke records
Baan
| Onderdeel             | Prestatie | Datum        | Plaats                 |
| --------------------- | --------- | ------------ | ---------------------- |
| 3000 m snelwandelen   | 11.14,63  | 2 juli 2011  | Cork                   |
| 5000 m snelwandelen   | 18.27,34  | 8 juni 2007  | Villeneuve-d'Ascq      |
| 10.000 m snelwandelen | 37.53,09  | 27 juli 2008 | Santa Cruz de Tenerife |

Weg
| Onderdeel          | Prestatie    | Datum            | Plaats                |
| ------------------ | ------------ | ---------------- | --------------------- |
| 5 km               | 20.03        | 27 november 2004 | Toledo                |
| 10 km snelwandelen | 37.52        | 8 juni 2002      | Krakau                |
| 20 km snelwandelen | 1:17.22 (AR) | 28 april 2002    | Turku                 |
| 50 km snelwandelen | 3:41.02      | 1 maart 2009     | San Pedro del Pinatar |

Indoor
| Onderdeel           | Prestatie | Datum            | Plaats  |
| ------------------- | --------- | ---------------- | ------- |
| 5000 m snelwandelen | 18.24,13  | 17 februari 2007 | Belfast |

## Prestaties
| Jaar | Wedstrijd              | Plaats      | Resultaat | Onderdeel | Extra    |
| ---- | ---------------------- | ----------- | --------- | --------- | -------- |
| 1996 | EK jeugd               | Nyíregyháza | 2e        | 10.000 m  | 41.02,34 |
| 1996 | WJK                    | Sydney      | 1e        | 10.000 m  | 40.38,25 |
| 1996 | EK U23                 | Turku       | 2e        | 20 km     | 1:21.59  |
| 1998 | EK                     | Boedapest   | 3e        | 20 km     | 1:21.39  |
| 2000 | OS                     | Sydney      | 7e        | 20 km     | 1:21.01  |
| 2002 | EK                     | München     | 1e        | 20 km     | 1:18.37  |
| 2003 | WK                     | Parijs      | 2e        | 20 km     | 1:18.00  |
| 2004 | OS                     | Athene      | 2e        | 20 km     | 1:19.45  |
| 2005 | WK                     | Helsinki    | 2e        | 20 km     | 1:19.36  |
| 2005 | Middellandse Zeespelen | Almería     | 1e        | 20 km     | 1:22.45  |
| 2006 | EK                     | Göteborg    | 1e        | 20 km     | 1:19.09  |
| 2007 | WK                     | Osaka       | 2e        | 20 km     | 1:22.40  |
| 2008 | Wereldbeker            | Tsjeboksary | 1e        | 20 km     | 1:18.15  |
| 2008 | OS                     | Peking      | 7e        | 20 km     | 1:20.32  |

- Biblioteca Nacional de España: XX4765415
- World Athletics: 14166607
- Virtual International Authority File: 169089516